# Tvrz Tetourů z Tetova

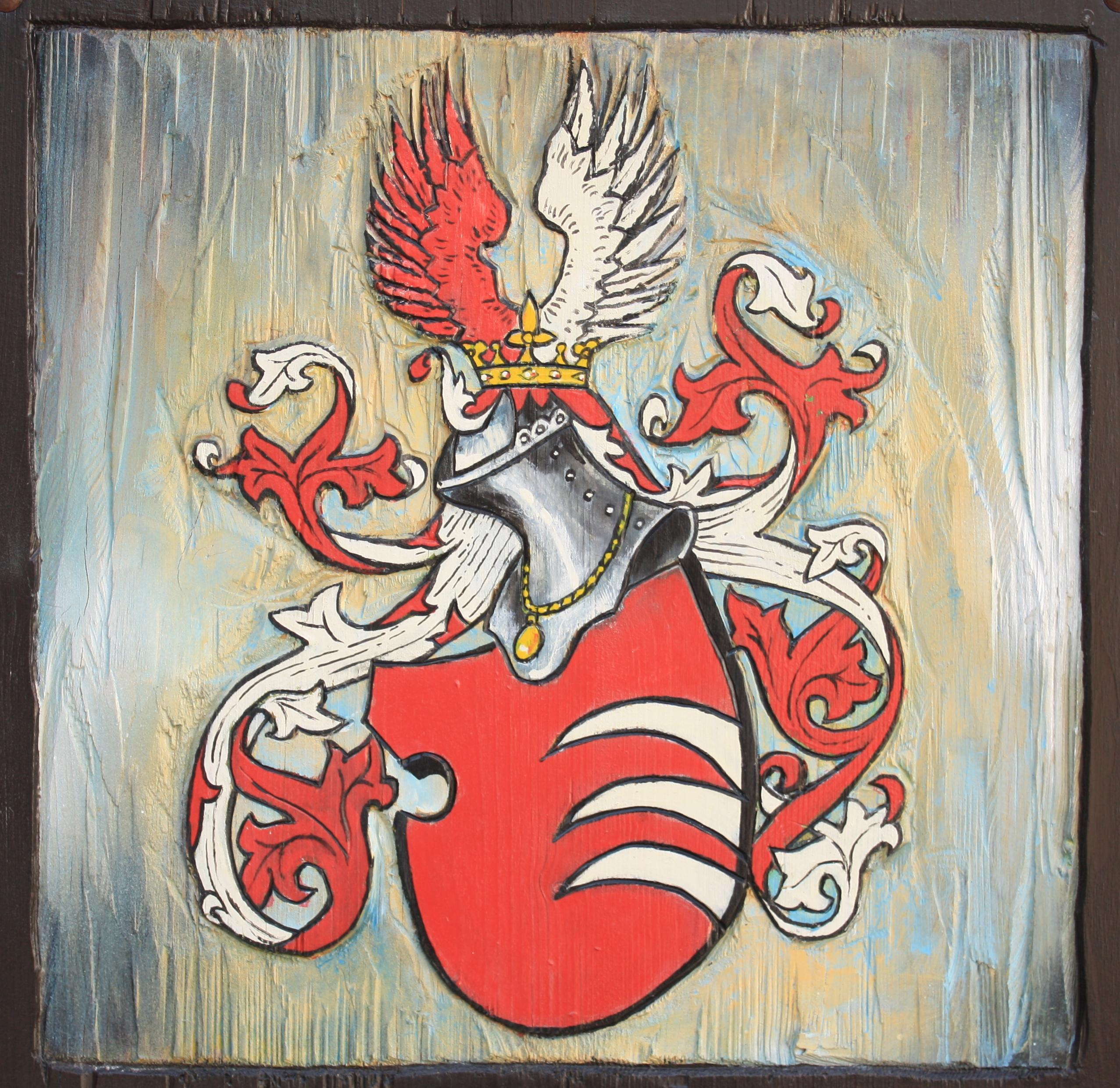
Erb Tetourů z Tetova

Tvrz Tetourů z Tetova se nacházela na kraji osady Podchýšská Lhota (což je součást obce Chyšky, v okrese Písek v Jihočeském kraji). Tato tvrz ležela na území pozemků s čísly popisnými 3, 15 a 16, kde se nyní nachází chalupy. V obvodovém zdivu přízemního stavení na pozemku čp. 3 jsou pravděpodobně dochované fragmenty z tvrze, nicméně tyto fragmenty nejsou příliš dobře prozkoumané, přesvědčivější poznatky by ale mohl přinést archeologický průzkum. I přesto, že se z tvrze téměř nic nedochovalo, je památkově chráněná.

## Historie
O nejstarší historii tvrze a osady Lhota není známo téměř nic, samotná tvrz pravděpodobně vznikla v 15. století. Osadu později získal šlechtický rod Tetourů z Tetova, a v roce 1538 se objevuje i první zmínka o tvrzi. Od názvu šlechtického rodu Tetourů z Tetova jsou také odvozeny starší názvy Podchýšské Lhoty (Tetourova Lhota, Tetaurova Lhota). Koncem 16. století už ale byla tvrz neobydlená, a postupně pustla. Ani osadu Lhota Tetourové z Tetova příliš dlouho nevlastnili, již v roce 1570 se její majitelem stal Jiřík z Těmic.
Ještě začátkem 19. století byly patrné staré vodní příkopy a zbytky zdí, což je uváděno například v císařském otisku stavebního katastru z roku 1830. Do dnešních dnů se z tvrze dochovali některé relikty zdiva ve stavení čp. 3, na území tvrziště leží i stavby s čp. 15 a 16.